# František Továrek
František Továrek (29. září 1915 Konice – 11. ledna 1990) byl moravský učitel, regionální historik, spisovatel dobrodružné literatury pro mládež a překladatel z ruštiny a ukrajinštiny. Byl jednou z nejvýraznějších osobností Malé Hané druhé poloviny 20. století.

## Život

### Mládí
František Továrek se narodil v rodině obuvníka Františka Továrka (1881–1963) a Marie Přikrylové (1884–1947). Jeho sourozenci byli: Miloslav (1905–1961), Oldřich (1907), Božena Outratová (1909–1991) a Růžena.[zdroj⁠?!]
Brzy po jeho narození musel otec narukovat na ruskou frontu. Největší starost o rodinu padla na bedra matky. Především ona vštěpila synkovi lásku k pravdě, smysl pro čest, byla mu příkladem houževnatosti a pracovitosti. V Konici vychodil čtyři třídy obecné a dvě třídy měšťanské školy. Zapojil se zde do skautské organizace a později ji vedl. Pak přestoupil na prostějovskou reálku.
Jeho snem bylo stát se učitelem. To však znamenalo další dva roky studia v Praze na pedagogické akademii. V tomto pomohl starší bratr Oldřich a také známý lidumil, lékař Ferdinand Karafiát. Na pražské pedagogické akademii působili v tehdejší době naši nejlepší odborníci, a tak František Továrek studoval pedagogiku u Dr. Příhody, Dr. Chlupa, psychologii u Dr. Klímy a navštěvoval přednášky Dr. Nejedlého. O obuvníkovi Továrkovi a MUDr. Karafiátovi se zmiňuje i Bohumil Hrabal ve své knize Taneční hodiny pro starší a pokročilé.

### Období do konce 2. světové války
Svou učitelskou dráhu započal roku 1935 ve Dzbelu u Konice. Po krátkém působení zde nastoupil 1. října téhož roku na místo pomocného učitele ve Svaljavě na Podkarpatské Rusi. Za rok se stal řídícím učitelem na jednotřídce v nedalekém Golubiném, kde poznal i svou budoucí manželku Annu Křísovou (1909), která tu působila jako učitelka v mateřské škole. Participovaná chudoba v Podkarpatské Rusi a navázaná přátelství s ukrajinskými spisovateli a novináři Františka Továrka zásadní měrou zformovaly. Zároveň však zůstal věren svým skautským ideálům, ze kterých vzešel a které byl posléze, v rozeklaných to padesátých letech, nucen zaobalit do pionýrské symboliky poplatné socialistické ideologii.
Před Vánocemi roku 1938 se nuceně vrátil domů. Karpatskou Ukrajinu zabrali Maďaři a Češi museli odejít. Po návratu vypomáhal na jednotřídce ve Štarnově a v březnu 1939 nastoupil na Měšťanskou školu v Jevíčku. Ve městě se zapojil do činnosti místních skautů. Konickým skautům zařídil tábor na Smolenské přehradě a spolu s Antonínem Ornerem (22. září 1918 – 12. září 2001) sepsali Historii jevíčského skautingu.

### Po válce
Po roce 1945 se František Továrek angažoval na různých místech veřejného života. Pracoval literárně, dopisoval do mnoha časopisů a navázal kontakt se Zakarpatskou Ukrajinou. Významnou složkou v jeho činnosti je práce v tělovýchově, didaktice a popularizaci odborných poznatků z oblasti pedagogiky.
Roku 1948 v Jevíčku založil pionýrskou organizaci a profesně se celý život věnoval práci s mládeží. Z počátku pionýři a skauti velmi dobře spolupracovali. V roce 1949 však došlo ke sjednocení mládežnických organizací, skautská organizace byla zrušena a zůstala jen pionýrská organizace jako součást ČSM. František Továrek se rozhodl pracovat s dětmi dál, ovšem pod jinou hlavičkou.
Zejména se věnoval otázkám výchovy mimo vyučování a prakticky se podílel na jejich řešení. Jako první u nás přišel s myšlenkou vybudování síně tradic (1958). Prosazoval samostatné prázdninové tábory namísto zažité rekreace v tzv. výkrmnách.
František Továrek je zakladatelem tradice stálých táborů, která začala v roce 1953 v Malé Fatře a v Západních Tatrách. Spolu s jevíčskými pionýry pracoval na rozřešení záhady partyzánského pomníku u Předního Arnoštova, a zmapoval tak poslední okamžiky paradesantu Oleksy Borkaňuka.
František Továrek je u nás jedním z mála publicistů, kteří svůj zájem věnovali problematice Zakarpatska. Navazuje v této souvislosti na jména tak známá a populární jako Olbracht, Neuman, Čapek, Vančura, Zatloukal. Vykonal mnoho pro regionální historii, pro Jevíčko a pro celou Malou Hanou.
Dlouhá léta redigoval městský zpravodaj Pod jevíčskou věží a výraznou měrou se podílel na tvorbě vlastivědných listů Malá Haná. Celkem publikoval téměř 2000 článků a pravidelně dlouhá léta přispíval do časopisů Sedmičky pionýrů a Ohníčku. 
K nejvýznamnějším dílům patří kniha reportáží Hory a lidé, vydaná v roce 1985, kterou se František Továrek vrací tam, kde svoji celoživotní učitelskou etapu započal – na Zakarpatskou Ukrajinu. Mnoho let sbíral pověsti a zkazky z okolí Jevíčka. Zemřel roku 1990, pouhého půl roku poté, co se zúčastnil svého posledního tábora Ohnivec v Bobrovecké dolině.

## Dílo

### Básně
- Zurčení v tmách: verše z let 1942–1944 (1945)

### Dobrodružné romány pro mládež
- Za vlajkou vpřed (1957)
- Prázdniny na táboře (1977)
- V kolibě pod Holatýnem (1981)
- Kronika mého oddílu (1981)
- Začarovaný tábor (1981)

### Historie
- K poslední poctě (1975)

### Překladová literatura
- Ukrajina zpívá: výbor z ukrajinských lidových písní – přeložili Marie Marčanová, Jan Vladislav a František Továrek

- Rukavička: ukrajinská národní pohádka – přeložil z ruštiny (1953)
- Ježek bohatýr: Povídky a pohádky – přeložil z ruštiny (1954)
- Čop: průvodce – Jurij Makar; přeložil do ruštiny (1980)